# Jaroslav Špulák
Jaroslav Špulák (6. prosince 1967 Broumov) je český novinář, který se specializuje na hudební publicistiku. Je rovněž autorem řady knih s hudební tematikou a také několika knih beletristických.
Koncem 80. let 20. století byl šéfredaktorem fanzinu Rocknoviny, který vycházel pod záštitou kulturní komise OV SSM na Praze 10. V roce 1990 se stal redaktorem časopisu Rock & Pop. V letech 1993–1996 byl šéfredaktorem časopisu Beng, na který navázalo vydávání časopisu Big Beng!
Na přelomu let 2002 a 2003 prošel časopis Rock & Pop krizí, v jejímž důsledku odešla většina redaktorů. Jaroslav Špulák nabídl vydavateli Rock & Popu spolupráci, načež se stal opětovně kmenovým redaktorem tohoto časopisu.
Od roku 2003 pracuje v kulturní rubrice deníku Právo.

## Kauza Rock for Life
V roce 1992 byl Jaroslav Špulák ústřední postavou hudebního festivalu Rock for Life. Ten se konal 4. července 1992 v prostorách povrchového dolu Ležáky u Mostu. Formálně festival zaštiťoval časopis Rock & Pop, veškeré smlouvy však podepisoval právě Špulák jménem za tímto účelem založené společnosti Rock for Life.
Cílem festivalu bylo upozornit na neutěšenou ekologickou situaci v severních Čechách. Výtěžek z prodeje vstupenek měl být věnován na podporu obnovy tamního životního prostředí.
Festivalu měl mezinárodní obsazení, jako hlavní hvězda na něm vystoupila skotská skupina Nazareth. V důsledku nepříznivého počasí se festival potýkal s nedostatkem návštěvníků a skončil se schodkem 4 miliony korun.
Během následných soudních sporů se nicméně původní dlužná částka ukázala jako neopodstatněná (věřiteli uměle navýšená). To a všeobecná situace právního vakua počátkem 90. let 20. století vedlo podle Špuláka k tomu, že ho soud nakonec očistil a nutnosti splatit dluhy zbavil.

## Knihy Jaroslava Špuláka

### knihy s hudební tematikou
- Ohlasy písní těžkých (1994, s Petrem Korálem)
- Yeah! 1990–2000 (2001, s Michalem Husákem)
- Deset let Rock For People (2004)
- Noc plná hvězd (2007)
- Doga: XX let dogové závislosti (2008)
- Horkýže Slíže – Kontiňju ...pokračujeme (2017)

### beletrie
- Vypíchej jí obě oči (1999)
- V pondělí v osm ráno (2004)
- Barman (2006)
- Na pohřbu se říká pravda (2007)
- Někdy mě to až děsí (2009)
- A když tě chytím (2012)